# Barbara Mahlmann-Bauer
Barbara Mahlmann-Bauer (* 18. Juli 1954 in Offenbach am Main) ist eine deutsche Germanistin und Literaturwissenschaftlerin. Sie lehrte in München, Marburg und Bern Literaturgeschichte von der Frühen Neuzeit bis zur Gegenwart.

## Leben und Wirken
Barbara Mahlmann-Bauer studierte nach dem Abitur 1973 an der Ernst-Reuter-Gesamtschule in Frankfurt am Main Philosophie und Germanistik sowie ab 1975 Latinistik an der Georg-August-Universität in Göttingen. Von 1977 bis 1980 studierte sie an der Ludwig-Maximilians-Universität (LMU) in München. Sie wurde 1980 zum Dr. phil. im Fach „Neuere deutsche Literaturwissenschaft“ promoviert.
Bis 1986 arbeitete sie als Akademische Rätin am Institut für Deutsche Philologie der LMU München. 1989 habilitierte sie sich im Fach „Neuere Deutsche Literaturwissenschaft“ an der LMU München, wo sie bis 1992 als Oberassistentin am Institut für Deutsche Philologie lehrte. Im Winter 1990/91 vertrat sie eine vakante Professur an der Universität Bern, im Winter 1991/92 eine Professur an der LMU München. Im Herbst 1992 wurde sie auf die Professur für das Fach „Neuere deutsche Literatur“ an der Philipps-Universität Marburg berufen. Im Sommer 2000 wurde sie an die Universität Bern berufen, wo sie bis zu ihrer Emeritierung 2017 lehrte und zahlreiche Ämter in der akademischen Selbstverwaltung ausübte.
Im August 2002 heiratete sie Theodor Mahlmann (1931–2011).
2006 gründete sie mit ihrem früheren Assistenten Christian von Zimmermann die Jeremias-Gotthelf-Stiftung an der Universität Bern mit dem Ziel, Mittel für die Erarbeitung einer historisch-kritischen Ausgabe sämtlicher Werke Jeremias Gotthelfs (Albert Bitzius) bereitzustellen. Sie setzte sich erfolgreich bei der Universitätsleitung für die Schaffung einer Gotthelf-Dozentur (für Christian von Zimmermann) ein. Sie organisierte zahlreiche internationale Tagungen, darunter ein Symposium anlässlich der Verleihung des Doktortitels honoris causa an Georges-Arthur Goldschmidt. Unter ihrer Ägide wurden mehrere Literatur-Ausstellungen in Marburg an der Lahn, Bretten, Zürich, Bern und Lützelflüh durchgeführt. Sie war bei Forschungsförderungsorganisationen eine gefragte Gutachterin. Seit 2019 ist sie Mitglied im wissenschaftlichen Beirat der Internationalen Sebastian Castellio-Gesellschaft Basel.
Die Schwerpunkte ihrer wissenschaftlichen Arbeit sind Rhetorik- und Wissenschaftsgeschichte, die Literatur der Renaissance und der Reformationszeit, Barockliteratur, Zürcher Aufklärung, Jeremias Gotthelf im Kontext, Exilliteratur und Erinnerungsbücher von Überlebenden des Holocaust.
Für ihre 25-jährigen Forschungsarbeiten zu Sebastian Castellio wurde sie am 26. März 2025 in Basel mit dem Sebastian Castellio-Preis ausgezeichnet.

## Schriften (Auswahl)
- Jesuitische „ars rhetorica“ im Zeitalter der Glaubenskämpfe (= Mikrokosmos, 18) Frankfurt a. M./Bern 1986.
- Wolfgang Harms, M. Schilling, B. Bauer, C. Kemp (Hg.:) Illustrierte Flugblätter des 16. und 17. Jahrhunderts. Bd. I: Die Sammlung der Herzog August-Bibliothek in Wolfenbüttel. Ethica-Physica, Tübingen 1985.
- Barbara Bauer, Wolfgang G. Müller (Hg.): Staatstheoretische Diskurse im Spiegel der Nationalliteraturen von 1500–1800. Wolfenbütteler Arbeitsgespräch November 1995. Wiesbaden 1998, darin zwei Beiträge von B.B.
- Barbara Bauer (Hg.): Philipp Melanchthon und die Marburger Professoren (1527–1627). Ausstellungskatalog. 2 Bände. (= Schriften der Universitätsbibliothek Marburg, 89). Marburg 1999, 2. verbesserte und erweiterte Auflage Marburg 2000.
- Barbara Bauer, Waltraud Strickhausen (Hg.): „Für ein Kind war das anders.“ Traumatische Erfahrungen jüdischer Kinder und Jugendlicher im nationalsozialistischen Deutschland. Metropol, Berlin 1999, darin ihre Beiträge S. 14–72 und 230–255.
- Barbara Bauer, Jürgen Leonhardt (Hg.): Triumphus Divi Michaelis Archangeli Bavarici – Triumph des Heiligen Michael, Patron Bayerns. Einleitung – Dramentext/Übersetzung – Kommentar. Schnell und Steiner, München 2000.
- Barbara Mahlmann-Bauer (Hg.): Scientiae et artes. Die Vermittlung alten und neuen Wissens in Literatur, Kunst und Musik. 2 Bde. Wiesbaden 2004 (Vorträge und Referate anlässlich des 10. Kongresses des Wolfenbütteler Arbeitskreises für Barockforschung in der Herzog August Bibliothek vom 5. bis 8. April 2000). Einleitung von Mahlmann-Bauer S. 5–53.
- Konrad Feilchenfeldt, Barbara Mahlmann-Bauer (Hg.): Autobiographische Zeugnisse der Verfolgung. Hommage für Guy Stern. synchron, Heidelberg 2005.
- Barbara Mahlmann-Bauer / Christian von Zimmermann (Hg.): Jeremias Gotthelf – Wege zu einer neuen Ausgabe. Beiheft zur Zeitschrift editio. Niemeyer, Tübingen 2006, Mahlmann-Bauer: Gotthelf und die Berner Presse.
- Barbara Mahlmann-Bauer, Christian von Zimmermann, Sara Margarita Zwahlen (Hg.): Jeremias Gotthelf, der Querdenker und Zeitkritiker (= Collegium Generale Universität Bern. Kulturhistorische Vorlesungen, 2004/5). Lang, Bern/Frankfurt a. M. 2006, Mahlmann-Bauer S. 7–73.
- Barbara Mahlmann-Bauer, Anett Lütteken (Hg.): Die Zürcher Aufklärung. Johann Jakob Bodmer (1698–1783) und sein Kreis. 12 Jubiläumsbeiträge zum 150. Jubiläum des Zürcher Taschenbuchs. In: Zürcher Taschenbuch. 128 (2007), S. 380–580.
- Barbara Mahlmann-Bauer, Anett Lütteken (Hg.): Bodmer und Breitinger im Netzwerk der europäischen Aufklärung. Wallstein, Göttingen 2009.
- Jeremias Gotthelf: Historisch-kritische Gesamtausgabe (HKG). Hg. von Barbara Mahlmann-Bauer und Christian von Zimmermann. Bd. F 1.1: Politische Publizistik. Texte. Hg. von B. Mahlmann-Bauer, Jürgen Donien, Ruedi Graf und Norbert D. Wernicke. Georg Olms, Hildesheim/Zürich/New York 2012.
- Jeremias Gotthelf. HKG. Hg. von Barbara Mahlmann-Bauer und Christian von Zimmermann, Bd. F 1.2: Politische Publizistik. Kommentare 1828–1840. Hg. von Barbara Mahlmann-Bauer und Marianne Derron zusammen mit Ruedi Graf und Norbert D. Wernicke. Georg Olms, Hildesheim/Zürich/New York 2012.
- Jeremias Gotthelf. HKG. Hg. von Barbara Mahlmann-Bauer und Christian von Zimmermann. Bd. F 1.3: Politische Publizistik. Kommentare 1841–1854. Hg. von Barbara Mahlmann-Bauer und Marianne Derron zusammen mit Ruedi Graf und Norbert D. Wernicke. Georg Olms, Hildesheim/Zürich/New York 2013, mit Nachwort zur Geschichte der Berner Presse und zu Gotthelfs Anteil.
- Jeremias Gotthelf. HKG Hg. von Barbara Mahlmann-Bauer und Christian von Zimmermann. Bd. F 2.1: Schulpolitische Publizistik. Texte. Hg. von Markus Hofer, Roland Reichen, Barbara Mahlmann-Bauer und Norbert D. Wernicke. Hildesheim/Zürich/New York 2016.
- Jeremias Gotthelf. HKG. Hg. von Barbara Mahlmann-Bauer und Christian von Zimmermann. Bd. F 2.2: Pädagogische Publizistik. Kommentare. Hg. von Marianne Derron, Ruedi Graf, Markus Hofer und Barbara Mahlmann-Bauer. Hildesheim/Zürich/New York (Druck in Vorbereitung).
- Jeremias Gotthelf. HKG. Hg. von Barbara Mahlmann-Bauer und Christian von Zimmermann, Bd. F 3.2: Armenschriften. Kommentare. Hg. von Barbara Mahlmann-Bauer und Lukas Künzler. Hildesheim/Zürich/New York (Druck in Vorbereitung).
- Barbara Mahlmann-Bauer, in Zusammenarbeit mit Michèle Crogiez (Hg.): Gallotropismus aus helvetischer Sicht – Le gallotropisme dans une perspective helvétique. Winter, Heidelberg 2017 (= Gallotropismus – Gallotropisme, 3).
- Barbara Mahlmann-Bauer, unter Mitarbeit von Sonja Klimek und Daniela Kohler: Sebastian Castellio (1514–1563) – Dissidenz und Toleranz. Beiträge zu einer int. Tagung auf dem Monte Verità in Ascona 2015. Göttingen 2018.
- Barbara Mahlmann-Bauer, Patrick Suter (Hg.): Georges-Arthur Goldschmidt. Überqueren, überleben, übersetzen. Wallstein, Göttingen 2018.
- Barbara Mahlmann-Bauer, Paul Michael Lützeler (Hg.): Aussteigen um 1900. Imaginationen in der Literatur der Moderne. Wallstein, Göttingen 2021.
- Barbara Mahlmann-Bauer (Hg.): Visionen und Praktiken religiöser Toleranz. Die Reformation als Epochenschwelle (= REFO500 Academic Studies (R5AS), Band 99.) V & R, Göttingen 2023.
- Barbara Mahlmann-Bauer, Kilian Schindler, unter Mitarbeit von Sonja Klimek und Daniela Kohler (Hg.): Sebastian Castellio. De haereticis an sint persequendi (1554) – Von Ketzeren (1555) – Traicté des heretiques (1557). Synoptische Edition mit einem Kommentar. Schwabe, Basel 2024.